# Bitwy o New Ulm
Bitwy o Nowy Ulm – dwie bitwy z okresu powstania Dakotów-Santiów w Minnesocie. Miasto Nowy Ulm (New Ulm) liczące ok. 900 mieszkańców było największą osadą białych osadników położoną w pobliżu rezerwatu Dakotów. Położenie miasta (m.in lasy ułatwiające skryte podejście) sprzyjały atakowi.
18 sierpnia 1862 oddział rekrutów sformowany w celu wzięcia udziału w Wojnie Secesyjnej opuścił New Ulm, lecz został zaskoczony przy Milford Township. Pozostali przy życiu uciekli do miasta i ostrzegli mieszkańców przed grożącym atakiem. Mieszkańcy miasta przygotowali się do odparcia ataku, instalując barykady na ulicach i umieszczając kobiety oraz dzieci w dostępnych budynkach ceglanych. 
Pierwszy atak Santee nastąpił 19 sierpnia. Około 100 wojowników ostrzeliwało miasto z urwiska. Nieliczni cywile odpowiedzieli silnym ogniem. Burza, która później nastąpiła, zniechęciła Indian do kontynuowania ataku. Dał tu też o sobie znać brak wodzów, którzy wydawaliby spójne rozkazy. Pierwsze starcie zakończyło się śmiercią sześciu i zranieniem pięciu.
Po pierwszym ataku do miasta dotarł pułkownik Charles Eugene Flandrau. Trzej lekarze, którzy przybyli wraz z siłami Flandraua założyli w mieście szpital, który miał się opiekować rannymi w walkach. Siły Flandraua składały się z 100 ludzi z Mankato, 2 kompanii z Le Sueur oraz milicji z hrabstwa Brown, hrabstwa Nicollet, St Peter, Lafayette i New Ulmu. Ogółem Flandrau miał do dyspozycji około trzystu ludzi, w większości źle uzbrojonych, ale ponad 1000 osadników barykadowało główne ulice miasta.
W sobotę, 23 sierpnia, około 9:30 rano, Santee rozpoczęli drugi atak na miasto. Tym razem Indianie przybyli w większej liczbie i zdołali otoczyć miasto. Obrońcy New Ulm podpalili wiele budynków w celu stworzenia czystego przedpola, które nie dawałoby przeciwnikowi okrycia. Kapitan William B. Dodd, drugi co do rangi oficer w mieście, zginął w momencie, gdy wyprowadzał żołnierzy poza jedną z barykad. Po zapadnięciu zmroku Flandrau rozkazał spalić resztę budynków położonych poza linią barykad. Ogółem 190 budynków w mieście zostało zniszczonych. Następnego ranka, 24 sierpnia, Santee zrezygnowali z dalszego ataku, ostrzeliwując tylko sporadycznie miasto z dalekiego dystansu, a następnie wycofali się. Flandrau po naradzie z oficerami zadecydował o opuszczeniu miasta, motywując to brakiem amunicji, małą ilością żywności i groźbą epidemii. Rankiem 25 sierpnia kolumna 2 000 ludzi i 153 wozów (w tym uciekinierzy z pobliskich farm  osad) w eskorcie 150 żołnierzy udała się do położonego 30 mil na wschód Mankato.